# Virginia Slims Masters 1972
Virginia Slims Masters 1972 - жіночий тенісний турнір, що проходив на відкритих кортах з ґрунтовим покриттям Bartlett Park Tennis Center у Сейнт-Пітерсберґу (США). Належав до WT Woman's Pro Tour 1972. Турнір відбувся вдруге і тривав з 11 квітня до 16 квітня 1972 року. Друга сіяна Ненсі Гюнтер здобула титул в одиночному розряді й заробила 3,4 тис. доларів.

## Фінальна частина

### Одиночний розряд
Ненсі Гюнтер —  Кріс Еверт 6–3, 6–4

### Парний розряд
Карен Крантцке /  Венді Овертон —  Джуді Тегарт /  Франсуаза Дюрр 7–5, 6–4

## Розподіл призових грошей
| Дисципліна       | П      | F      | 3-тє   | 4-те   | ЧФ   | 1/8  | 1/16 |
| Одиночний розряд | $3,400 | $2,000 | $1,650 | $1,450 | $750 | $350 | $100 |